# Электронные часы

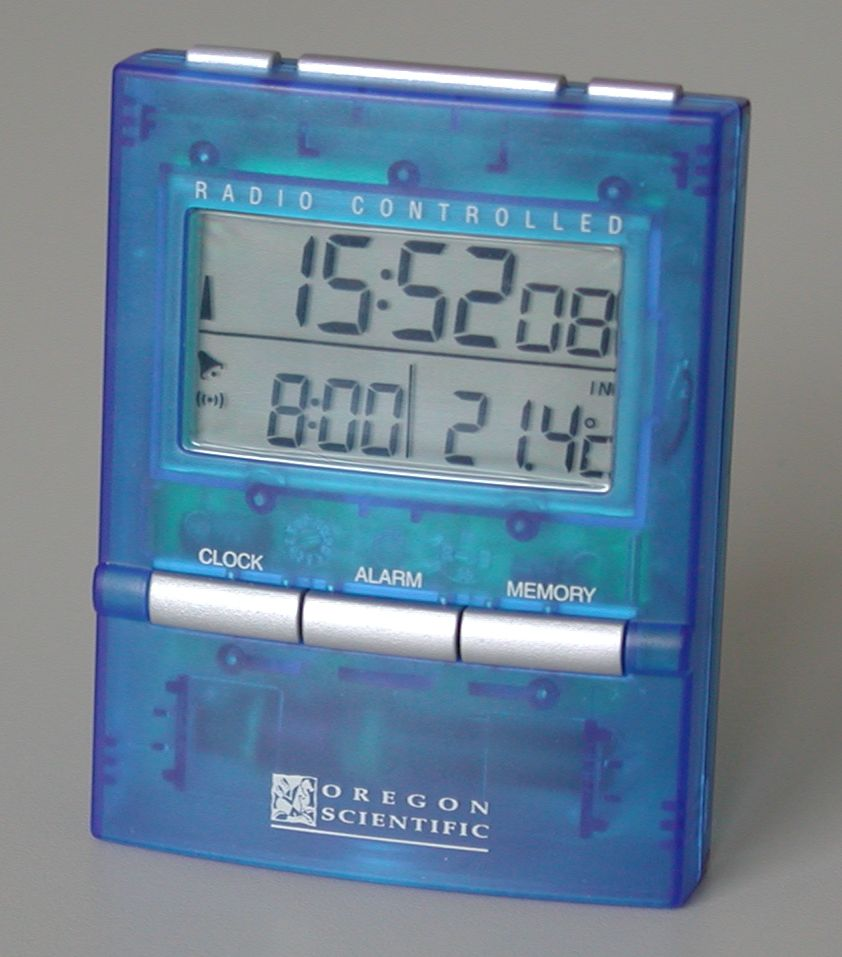
Современные электронные часы-будильник с термометром.

Электро́нные часы́ — часы, в которых для отсчёта времени используются периодические колебания электронного генератора, преобразованные в дискретные сигналы, повторяющиеся через 1 с, 1 мин, 1 ч и т. д.; сигналы выводятся на цифровое табло, показывающее текущее время, а в некоторых моделях также число, месяц, год, день недели.

## Устройство

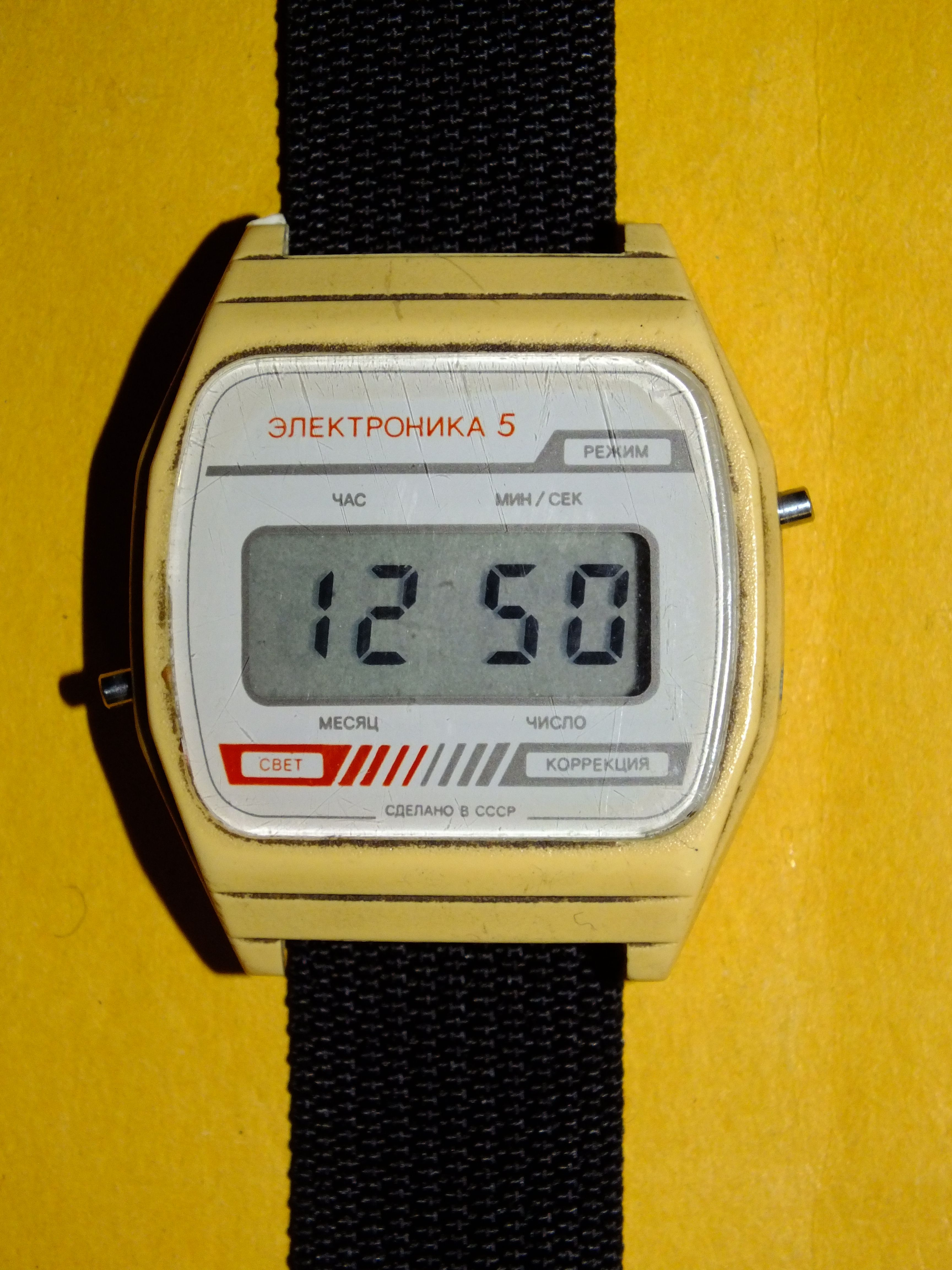
Наручные часы марки «Электроника-5», СССР, конец 1980-х годов.

- Основа электронных часов — кварцевый генератор стабилизированных электрических колебаний, с микросхемой, предназначенной для вычисления времени и вывода сигналов на цифровой дисплей. Часы с питанием от бытовой сети переменного тока могут не иметь собственного генератора и использовать частоту сети, однако точность таких часов существенно ниже из-за того что частота сети может "гулять".
- Время на дисплее отображается в виде цифр (например, 13:20 или 1:20 PM). Также, некоторые электронные часы имеют дисплей, повторяющий внешне циферблат механических часов, или совмещены с электромеханическим циферблатом кварцевых часов.
- Питание — от сети переменного тока или химических элементов питания, в том числе миниатюрных (в наручных электронных часах). Некоторые настольные электронные часы с основным питанием от бытовой сети имеют резервное питание от батарейки, чтобы после отключения электроэнергии часы не нужно было заново настраивать.
- Существуют электронные часы, конструктивно объединённые (на базе общей микросхемы) с микрокалькулятором, а также электронные часы-будильник, и другими техническими устройствами, например настольные или настенные часы с календарëм, термометром и гигрометром, индикатором фаз Луны, радиоприëмником, и так далее.
- Некоторые модели наручных кварцевых часов (со стрелками) имеют цифровой дисплей электронных часов (так называемые гибридные часы).
- Часы с радиоприемником имеют ручку регулятора громкости, ручку настройки и переключателя диапазонов AM\MW\FM, который одновременно является выключателем.

## Поправки электронных часов
Различают два вида поправок в электронных часах:
Поправка показаний электронных часов, когда часы отстают или спешат, в некоторых часах вносят поправку в показания часов, точность хода самих часов при этом остаётся прежней;
Поправка точности хода электронных часов, когда с поправкой показаний делается и поправка хода часов, то есть меняется или тактовая частота задающего генератора или меняется коэффициент деления счётчика-делителя. Такая коррекция существует лишь в некоторых электронных часах.

## Цифровые часы

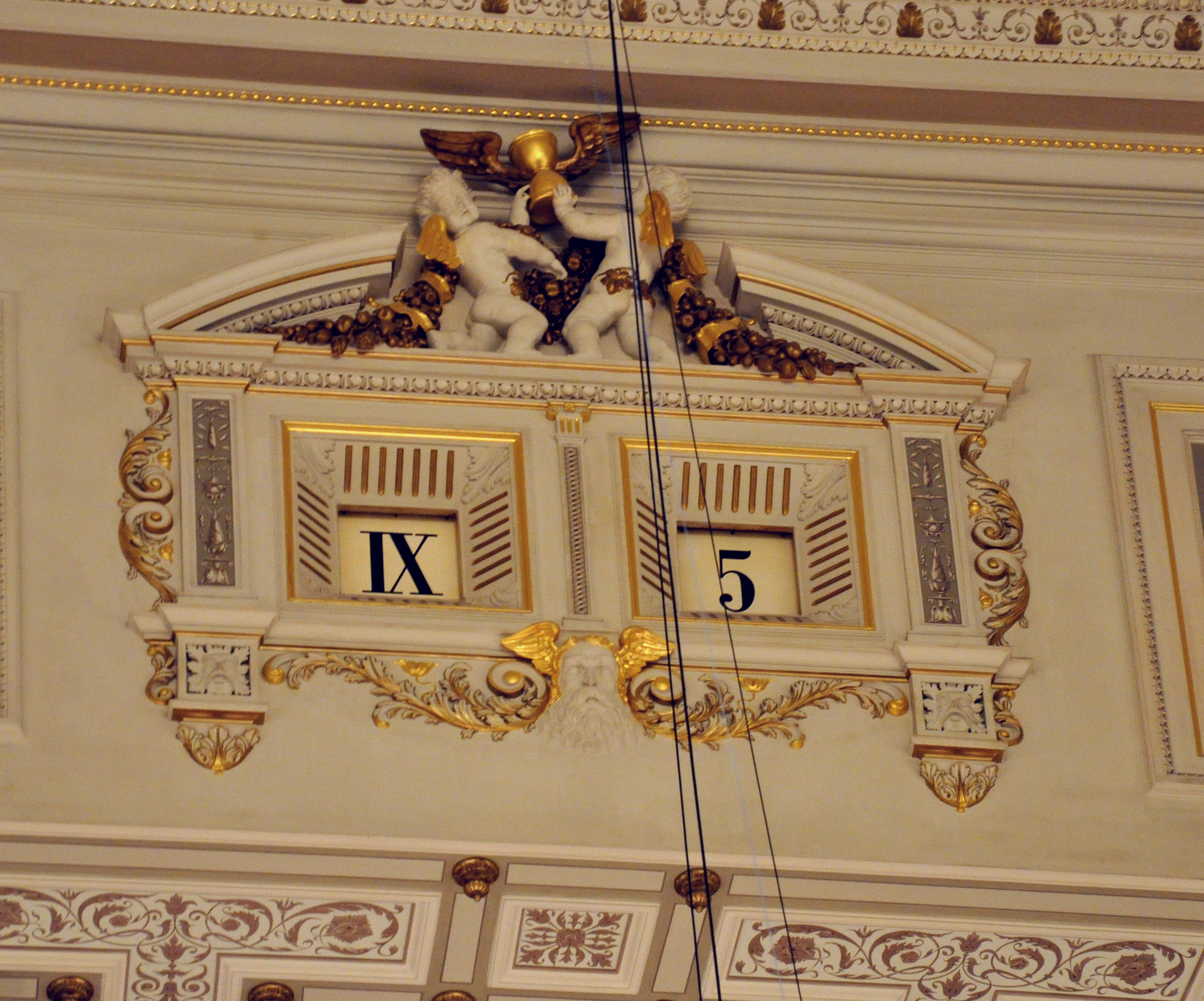
цифровые часы в Дрездене 19 века

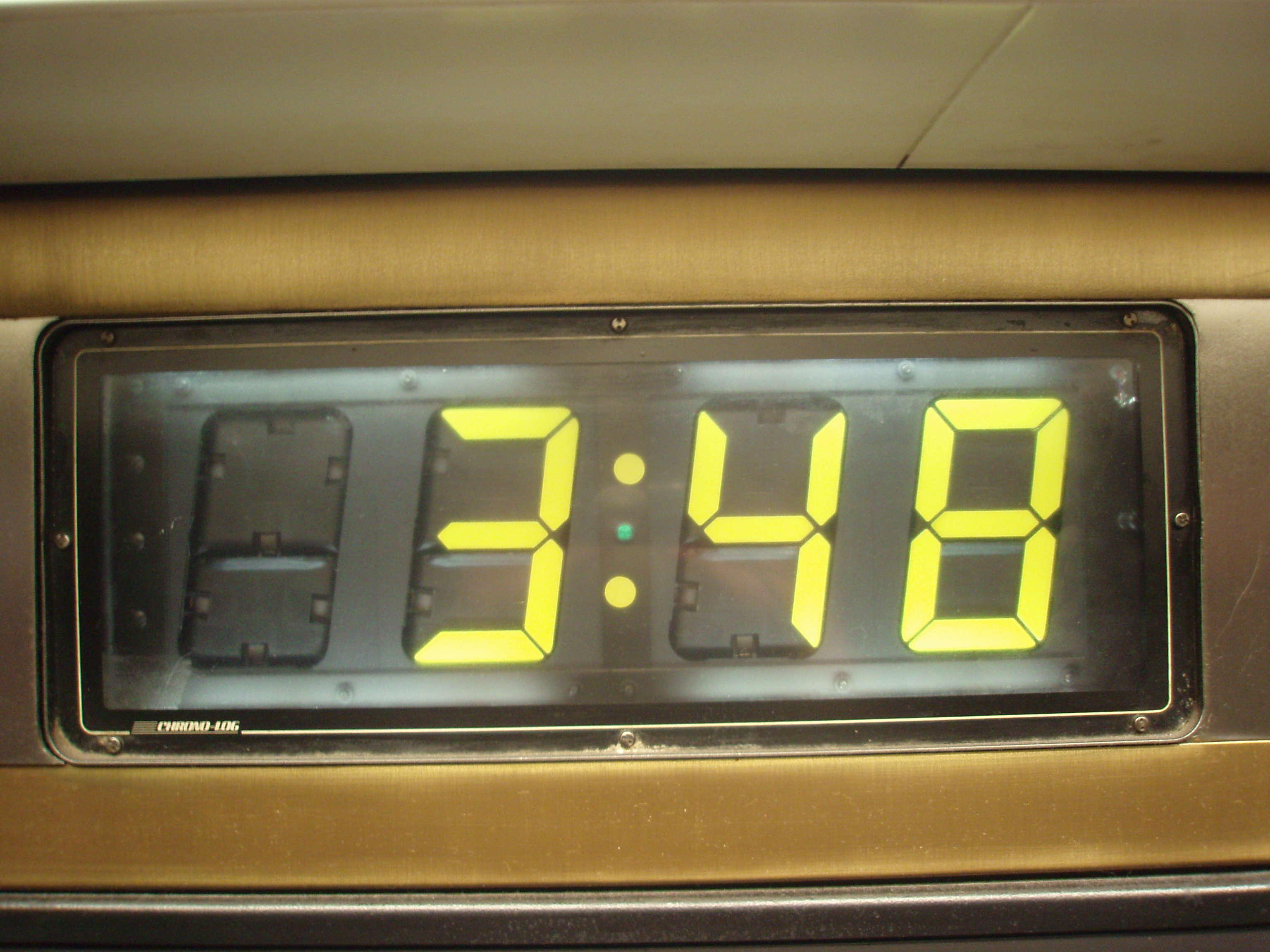
сегментные механические часы

Цифровые часы не обязательно электронные, есть и механические, которые появились раньше, чем электронные.

## Применение
Достаточно высокая точность часов с кварцевым резонатором по сравнению с механическими часами и дальнейшее развитие микроэлектроники привели к значительному вытеснению механических стрелочных часов к концу XX века из жизни человека. Постепенно электронные часы-будильник стали встраиваться в различные бытовые приборы и устройства, позволяя управлять ими (включать, выключать) при наступлении определённого времени. Электронные часы стали обязательным элементом таких устройств как видеомагнитофоны, компьютеры, сотовые телефоны, смартфоны, мультиварки. Цифровые фотоаппараты и телевизоры имеют встроенные часы, но они обычно предназначены не для индикации показаний времени, а для записи времени съёмки кадра и для работы функций, привязанных к времени суток, например, отключению в заданное время.
Электронные часы могут быть со своим собственным дисплеем (в основном ЖК — в моделях с автономным питанием от гальванических элементов, или вакуумно-люминесцентный индикатор — в моделях, питающихся от электросети) или могут выводить данные на экран устройства, в состав которого они входят. В компьютерах электронные часы входят в состав материнской платы и могут настраиваться через BIOS или ОС; для бесперебойной работы в то время, когда компьютер выключен, они используют элемент питания, установленный на материнской плате (батарейка, аккумулятор или ионистор).
Электронные часы также используются в транспортных средствах. Такие часы имеют светящийся дисплей, который видно в любое время суток, и часто питаются от аккумуляторной батареи самого средства передвижения.
Существуют также специализированные электронные часы для мусульман. Они подают сигналы начала молитв пятикратного намаза, которые рассчитываются устройством в зависимости от положения Солнца с помощью даты и координат местности по одной из пяти программ.

## Первое упоминание как концепция
Первое упоминание электронных часов как концепции датируется 1823 году в уже утерянной книге «Vögel der schwarzen Zeit» писателя фантаста из северной Европы “Artem Rasinous”. 
В книге описывалось устройство под названием «Машина большого друга» (неточный перевод); оно описывалось как маленькая коробочка с лампочками света по бокам и большим стеклянным цилиндром сверху, где, если сказать кодовое слово, произносится роботизированным голосом время и погода. Главный герой книги «Peter Larynx» часто пользовался «Машиной большого друга».